# Joachim Günther (Bildhauer)

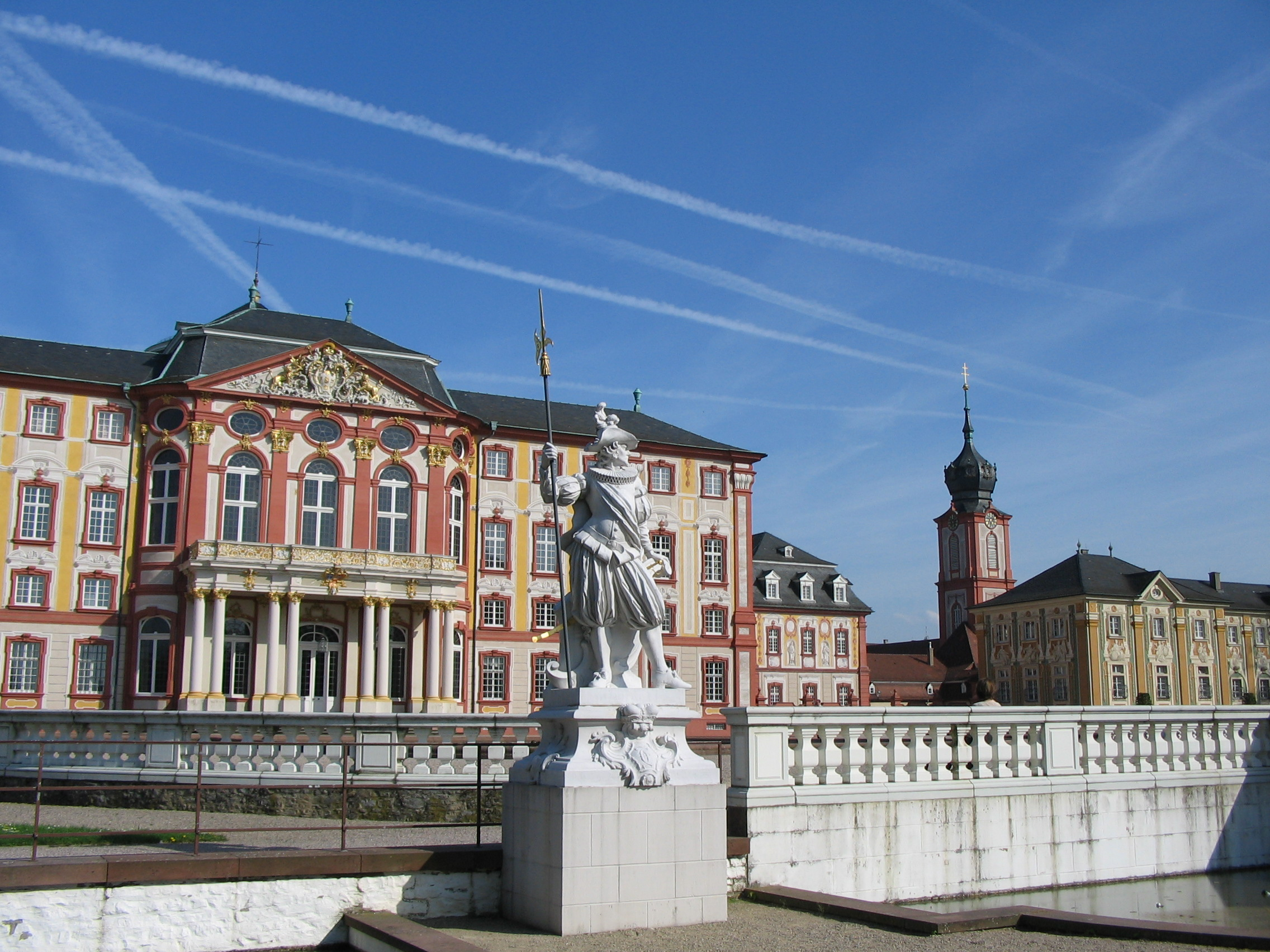
Die Gartenseite des Bruchsaler Schlosses, mit einem der Hellebardiere von Joachim Günther

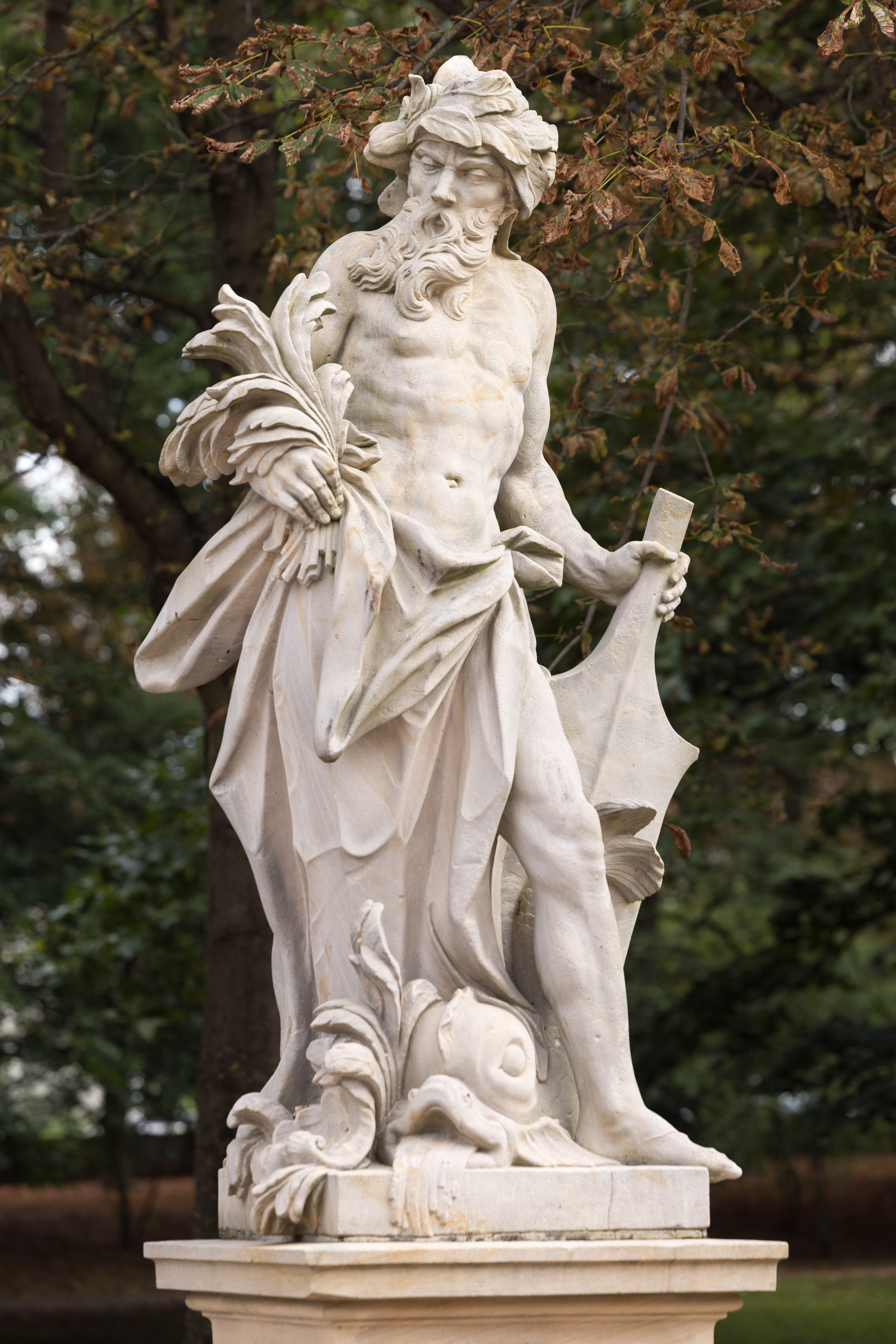
Schlosspark Bruchsal, "Das Wasser", Skulptur von Joachim Günther

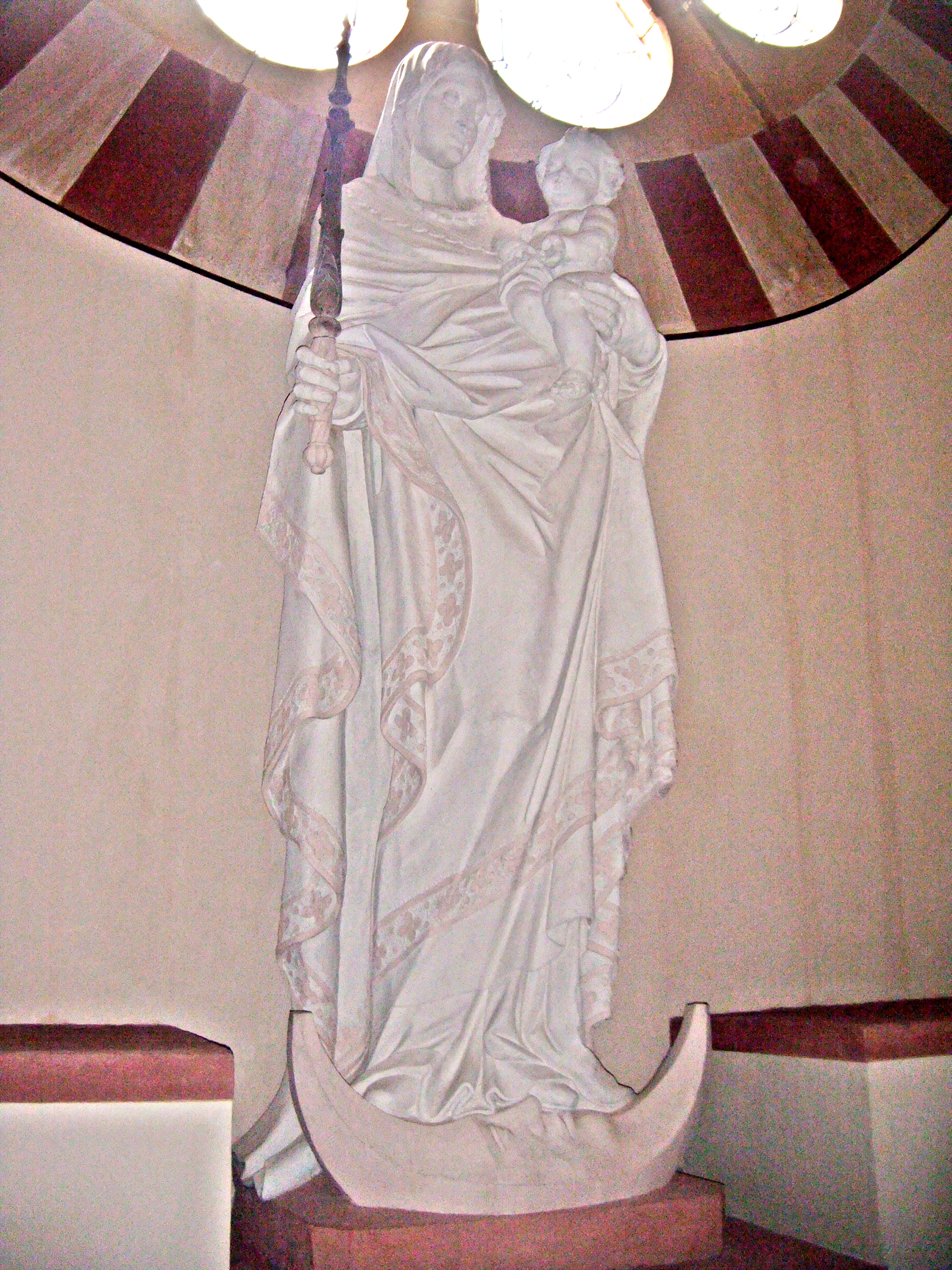
Günther-Madonna im Kaisersaal des Speyerer Domes

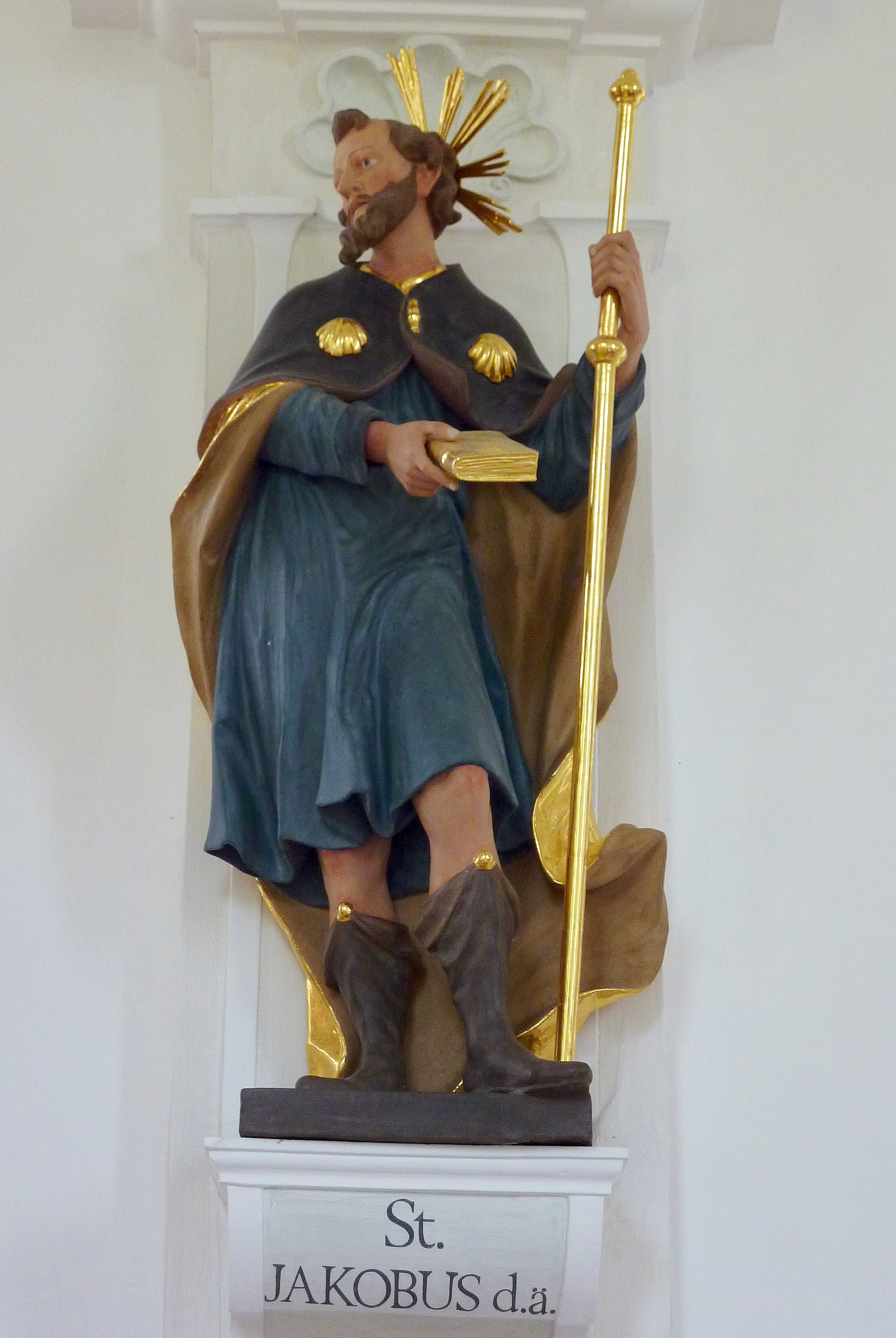
Apostel Jakobus der Ältere in St. Maria Magdalena in Horgauergreut

Joachim Günther (* 3. März 1720 in Tritschenkreuth, heute Peißenberg, Oberbayern; † 2. Juli 1789 in Bruchsal) war ein deutscher Bildhauer und Stuckateur des Spätbarock bzw. Rokoko. Er wirkte lange Zeit als Hofbildhauer im Bistum Speyer.

## Leben und Wirken
Joachim Günther kam als Sohn der Bauersleute Jakob Günther und Maria geb. Legenlocher (auch Lengelacher), in Tritschenkreuth, heute Marktgemeinde Peißenberg, zur Welt. Sein ältester Bruder Matthäus Günther (1705–1788) wurde zu einem der bekanntesten süddeutschen Maler seiner Epoche.
Als Joachim Günther um 1735 seine Lehrzeit begann, war der in Augsburg ansässige Bruder Matthäus schon ein versierter Künstler, der über seine Arbeit auch mit vielen Stuckateuren und Bildhauern in Kontakt stand. Joachim Günthers Ausbildung dürfte daher vermutlich im Bekanntenmilieu des älteren Bruders erfolgt sein. Belegt ist auch ein Aufenthalt in Mähren, wo sein Onkel Ignaz Lengelacher (1698–1780) als angesehener Bildhauer wirkte.
1747 machte sich Joachim Günther als Bildhauer in Zusmarshausen bei Augsburg selbstständig und arbeitete unter anderem im nahen Lindgraben  und in Horgauergreut. In Lindgraben ist eine Pietà des Künstlers erhalten, in der Kirche von Horgauergreut Apostelfiguren.
Ab 1752 war Joachim Günther in Bruchsal tätig, wo er im Dienste von Fürstbischof Kardinal Franz Christoph von Hutten zum Stolzenberg stand, der ihn sehr schätzte und 1755 zu seinem Hofbildhauer ernannte.  Der Kardinal ließ im Garten beziehungsweise auf der Gartenseite seiner Residenz, dem Bruchsaler Schloss, ab 1755 insgesamt zwölf von Joachim Günther geschaffene Figuren aufstellen, nämlich die 4 Jahreszeiten, die 4 Elemente  und 4 Hellebardiere, die zu den berühmtesten und gelungensten Skulpturen Günthers gehören. Ebenso stammen die Balkone und die Wappengiebel an der Hof- und Gartenseite des Schlosses von Joachim Günther. Für das inzwischen wieder abgetragene, barocke Westwerk des Speyerer Domes schuf der Künstler 1777 eine eindrucksvolle Madonnenfigur, die sich heute im Kaisersaal, im Dominneren befindet. Auch mehrere Hochaltäre aus seiner Werkstatt sind bekannt, so in Walzbachtal-Jöhlingen, in Sankt Martin (Pfalz) (nicht mehr existent, Foto erhalten) und für den Speyerer Dom (nicht erhalten). Den Günther-Altar des Speyerer Domes hatte Fürstbischof August von Limburg-Stirum (1721–1797) im Johannischor zu Ehren des Papstes Stephan ganz aus Marmor errichten lassen und er sollte einst die Urne mit seinem Herzen bergen, weshalb er auch als „Herzgruftaltar“ bezeichnet wurde. Kardinal Johann Jakob von Geissel beschreibt ihn 1828 in seinem Buch Der Kaiserdom zu Speyer, 3. Band.

## Familienverhältnisse
Joachim Günther war seit 1749 mit Anna Maria Müller aus Zusmarshausen verheiratet und hatte mehrere Kinder mit ihr.
Der Sohn Joachim Günther starb jung als Domvikar in Speyer. Auch sein Bruder Franz Christoph Günther (1770–1848), dessen Taufpate Kardinalbischof Franz Christoph von Hutten war, wurde Priester und verstarb als Domkapitular in Speyer. Die Söhne Tobias Günther (1755–1811) und Johann Adam Günther (1760-nach 1832) traten in die künstlerischen Fußstapfen des Vaters. Von Tobias Günther sind Altäre und Skulpturen, von Johann Adam Skulpturen und Gemälde bekannt, letzterer war außerdem ein ausgezeichneter Vergolder.
Joachim Günther holte auch seinen Onkel und Lehrer Ingnaz Lengelacher aus Mähren in die Region, wo dieser künstlerisch tätig wurde. Dessen Schwiegersohn (Ehemann von Joachim Günthers Cousine) war wiederum der badische Hofmaler Joseph Melling (1724–1796) in Karlsruhe.